# Auric Goldfinger

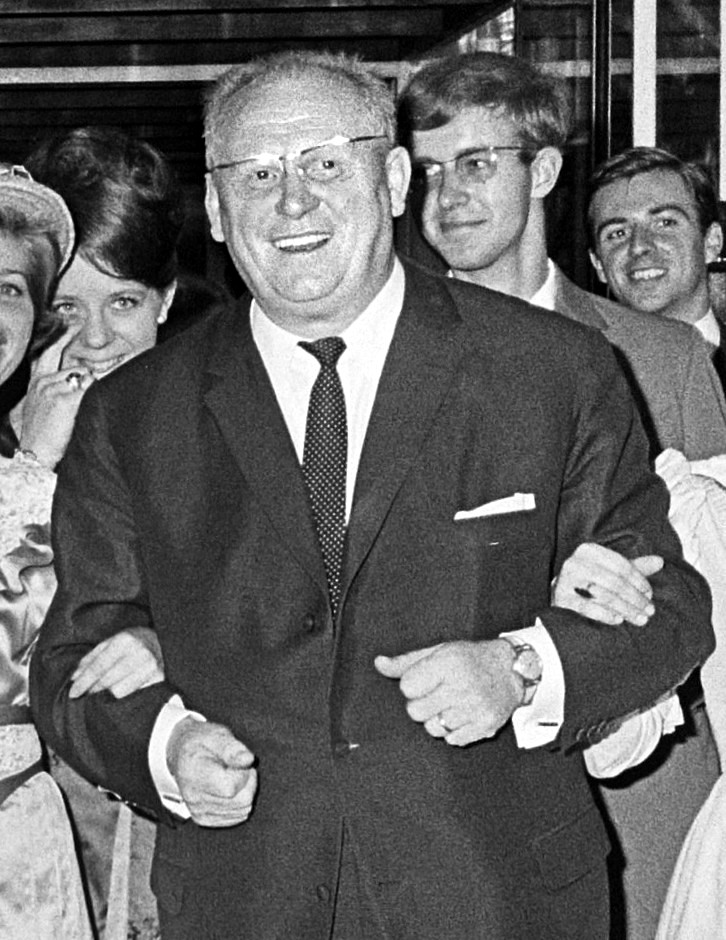
Gert Fröbe är den som porträtterat Goldfinger

Auric Goldfinger är den fiktiva Bondskurken i boken Goldfinger från 1959, som blev filmad som Goldfinger (1964).

## Bokens Goldfinger
Hans mål är att råna Fort Knox, där USA har sin guldreserv.
Goldfinger är uppkallad efter arkitekten Ernő Goldfinger. Denne hade vissa problem med att stå förebild för en storskurk. Förnamnet Auric betyder "gyllene".

## Filmens Goldfinger
Filmens Goldfinger spelas av den tyske skådespelaren Gert Fröbe, som dock dubbades av Michael Collins, eftersom Fröbes accent ansågs för "grötig". Hans följeslagare är Oddjob, spelad av Harold Sakata.
I filmen har Goldfinger inte som mål att stjäla guldet i Fort Knox, utan att göra det radioaktivt för överskådlig tid så att hans eget guldförråd ökar i värde.
Goldfingers och James Bonds mest berömda replikskifte var när Goldfinger hade fångat Bond och spänt fast honom på ett bord där han skall skäras isär av en laserstråle:
Bond: "Do you expect me to talk?"
Goldfinger: "No, mister Bond, I expect you to die."

## Hantlangare
- Oddjob
- Pussy Galore

## Goldfinger i andra medier
- Goldfinger medverkar i några avsnitt av den tecknade TV-serien James Bond Junior, i vilken han även har en dotter, Goldie Finger, som är lika girig och hänsynslös som sin far.
- Både Goldfinger och Oddjob är spelbara multiplayer-karaktärer i TV-spelen Nightfire och Goldeneye: Rogue Agent.